# Pont ferroviaire sur la Têt (Perpignan)
Pour les articles homonymes, voir Pont sur la Têt.
Le pont ferroviaire sur la Têt est un ouvrage d'art de la ligne de Narbonne à Port-Bou (frontière). Il permet de franchir la Têt sur le territoire de la commune de Perpignan dans le département des Pyrénées-Orientales en région Occitanie.
Mis en service en 1858 par la Compagnie des chemins de fer du Midi et du Canal latéral à la Garonne, il est géré par la Société nationale des chemins de fer français (SNCF).

## Situation ferroviaire
Le pont sur la Têt est situé entre le point kilométrique (PK) 466,952 et le PK 467,131 de la ligne de Narbonne à Port-Bou (frontière), entre les gares de Rivesaltes et de Perpignan.

## Histoire
La concession pour un chemin de fer de Narbonne à Perpignan, aboutissant sur la rive gauche de la Têt, est accordée à le 24 août 1852 à la Compagnie des chemins de fer du Midi et du Canal latéral à la Garonne. Dans un premier temps, une gare terminus provisoire est établie au Vernet sur la rive gauche. Elle est mise en service le 20 février 1858. 
Le génie militaire acceptant finalement que la gare soit édifiée sur la rive droite à 500 mètres de partie ouest de la ville, un décret du 3 juillet 1857 autorise la Compagnie à prolonger la ligne sur la rive droite. Un pont ferroviaire est construit en amont des ponts routers avec un débouché à proximité de la gare définitive. Le 12 juillet 1858, le court tronçon du Vernet à Perpignan est mis en exploitation. Le chantier du pont et celui de la gare sont achevés.

## Caractéristiques
Pont en maçonnerie qui comporte sept travées pour une longueur de 179 mètres.